# Politiezone Demerdal DSZ
Politiezone Demerdal DSZ (PZ Demerdal DSZ, zonenummer 5387) is een meergemeentenzone in de Belgische provincie Limburg en maakt deel uit van de geïntegreerde politie. De zone staat in voor de lokale politiezorg in de gemeenten Diest, Scherpenheuvel-Zichem en een deel van Bekkevoort. De hoofdzetel van de politiezone bevindt zich in Diest.

## Geschiedenis
De politiezone Demerdal DSZ ontstond op 1 januari 2001 bij de politiehervorming, waarbij de voormalige gemeentepolitie en rijkswacht werden samengevoegd tot één geïntegreerde politie, gestructureerd op twee niveaus: federaal en lokaal. De zone werd samengesteld uit de politiediensten van de betrokken gemeenten en kreeg als doel om een uniforme en efficiënte politiezorg te garanderen binnen het werkingsgebied.

## Structuur en organisatie
De politiezone staat onder leiding van een korpschef die verantwoordelijk is voor de operationele leiding en de dagelijkse werking. De zone wordt bestuurd door een politiecollege, bestaande uit de burgemeesters van de deelnemende gemeenten.
De zone is georganiseerd in verschillende diensten, waaronder:
- Wijkwerking: eerste aanspreekpunt voor inwoners, met vaste wijkinspecteurs per gemeente of deelgemeente.
- Verkeer: toezicht op verkeersveiligheid, snelheidscontroles en verkeersonderzoeken.
- Interventie: dringende tussenkomsten 24/7.
- Recherche: opsporing en onderzoek van misdrijven.
- Slachtofferbejegening: opvang en ondersteuning van slachtoffers van misdrijven of ongevallen.

## Gebied en bevolking
De politiezone bestrijkt een oppervlakte van ongeveer 145 km² en telt een bevolking van ruim 60.000 inwoners. De zone omvat zowel stedelijke gebieden (zoals Diest) als landelijke dorpen (zoals Testelt en Molenstede), wat zorgt voor een diverse waaier aan politietaken.

## Samenwerking
PZ Demerdal DSZ werkt nauw samen met de Federale Politie, de hulpdiensten, het parket en diverse sociale diensten. Er zijn ook samenwerkingen met omliggende politiezones voor grootschalige acties of gezamenlijke projecten.

## Hoofdcommissariaat en wijkposten
- Hoofdcommissariaat: Diest (Stationsstraat)
- Wijkposten: aanwezig in Scherpenheuvel en Diest